# Sherlock Holmes bragder

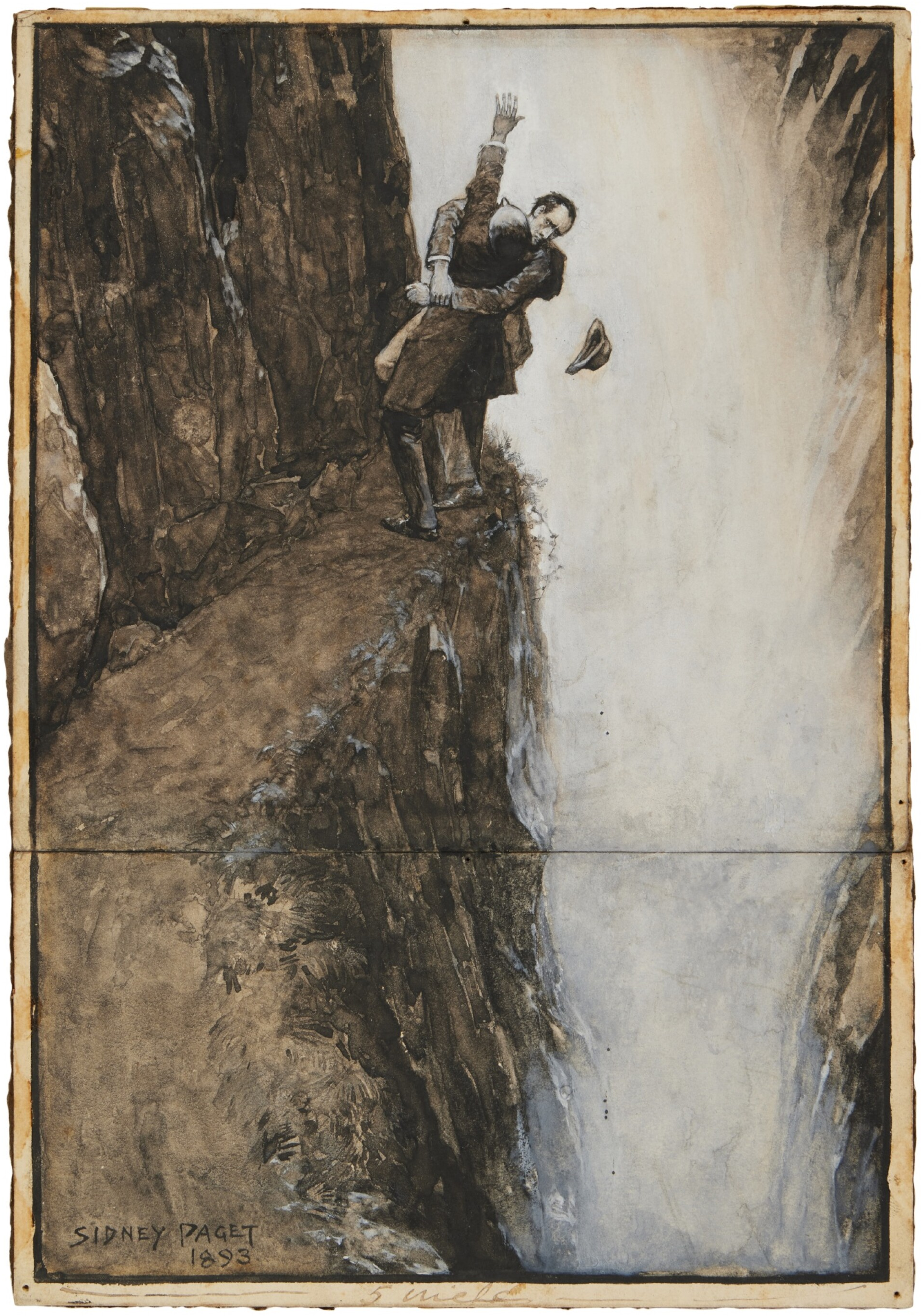
Sherlock Holmes och professor Moriarty i strid vid Reichenbachfallen, i novellen Det sista problemet. Illustration av Sidney Paget.

Sherlock Holmes bragder, (engelska: The Memoirs of Sherlock Holmes) är den andra novellsamlingen om detektiven Sherlock Holmes, skriven av Sir Arthur Conan Doyle. Novellerna publicerades ursprungligen i The Strand Magazine i Storbritannien 1892-1893, novellsamlingen publicerades första gången 1894.

## Novellerna i samlingen
1. Silverbläsen (Silver Blaze)
2. Det gula ansiktet (The Adventure of the Yellow Face)
3. Börsmäklarens biträde (The Stockbroker's Clerk)
4. Gloria Scott (The Gloria Scott)
5. Musgraves ritual (The Adventure of the Musgrave Ritual)
6. Lantjunkarna i Reigate (The Adventure of the Reigate Squire)
7. Krymplingen (The Adventure of the Crooked Man)
8. Den hemlighetsfulle patienten (The Resident Patient)
9. Den grekiske tolken (The Greek Interpreter)
10. Flottfördraget (The Naval Treaty)
11. Det sista problemet (The Final Problem)

Novellen Pappkartongen publicerades i Strand Magazine 1892, men togs inte med i den första utgåvan av "The Memoirs of Sherlock Holmes". Novellen tycks ha utelämnats på Doyles begäran, då den innehåller otrohet vilket inte var lämpligt för yngre läsare.[källa behövs] I många svenska utgåvor finns Pappkartongen i novellsamlingen His Last Bow.[källa behövs] I de flesta brittiska utgåvor återfinns novellen på den plats som är logisk enligt publiceringsdatum i The Strand, som novell nummer två i "The Memoirs of Sherlock Holmes". 